# المركز الأكاديمي للتربية، الثقافة والبحوث
المركز الأكاديمي للتربية، الثقافة والبحوث (بالفارسية: جهاد دانشگاهی) هي مؤسسة عمومية إيرانية غير حكومية للتعليم العالي تأسست عام 1980.

## مهمة
يشارك المركز الأكاديمي للتربية، الثقافة والبحوث في مشاريع البحث والتطوير المبتكرة وفي مختلف مجالات العلوم والتكنولوجيا وتطبيقات العالم الواقعي. يمكن تقسيم أنشطتها إلى مجالات: البحث والتكنولوجيا والتعليم والأنشطة الثقافية وريادة الأعمال.

## التمويل
20٪ فقط من التمويل يأتي من المصادر العومية، في حين أن غالبية تمويلها يأتي عن طريق الشراكات والتعاون مع القطاع الخاص.

## التوظيف
يعمل هناك في المركز الأكاديمي للتربية، الثقافة والبحوث 680 باحثًا وأكاديميًا و 1600 معيد بدوام كامل.  يساهم خبراء الصناعة وطلاب الدراسات العليا أيضًا في المشاريع لكن ليس لدوام كامل.

## إنجازات
- 1999: أول ولادة بالحقن المجهري عن طريق الحيوانات المنوية المجمدة لرجل خضع لاستئصال الغدد التناسلية، معهد رويان
- 2003: إنشاء أول خط خلايا جذعية جنينية بشرية في إيران والمنطقة، معهد رويان
- 2005: إنشاء أول بنك خاص لدم الحبل السري في إيران (شركة رويان للخلايا الجذعية Co. )
- 2006: أول خروف مستنسخ في إيران، اسمه رويانا، معهد رويان
- 2009: ولادة أول ماعز مستنسخ في إيران معهد رويان
- 2010: أول ماعز معدل وراثيا يولد في إيران، معهد رويان
- 2011: إنشاء مستشفى ما قبل العلاج بالخلايا، معهد رويان
- 2015: A صياغة جديدة لعقار هيرسيبتين لمكافحة سرطان الثدي  باستخدام طريقة بكتيرية [2]
- 2017: أول نمودج لسمك الزرد المعدلة وراثيا في إيران، معهد رويان

## روابط خارجية
- المركز الأكاديمي للتربية والثقافة والأبحاث
- معهد بحوث ابن سينا
- جامعة العلوم والثقافة
- فرع جامعة الشريف